# Dichapetalum eickii
Dichapetalum eickii är en tvåhjärtbladig växtart som beskrevs av Ruhl.. Dichapetalum eickii ingår i släktet Dichapetalum och familjen Dichapetalaceae. Inga underarter finns listade i Catalogue of Life.